# Eskil Erlandsson

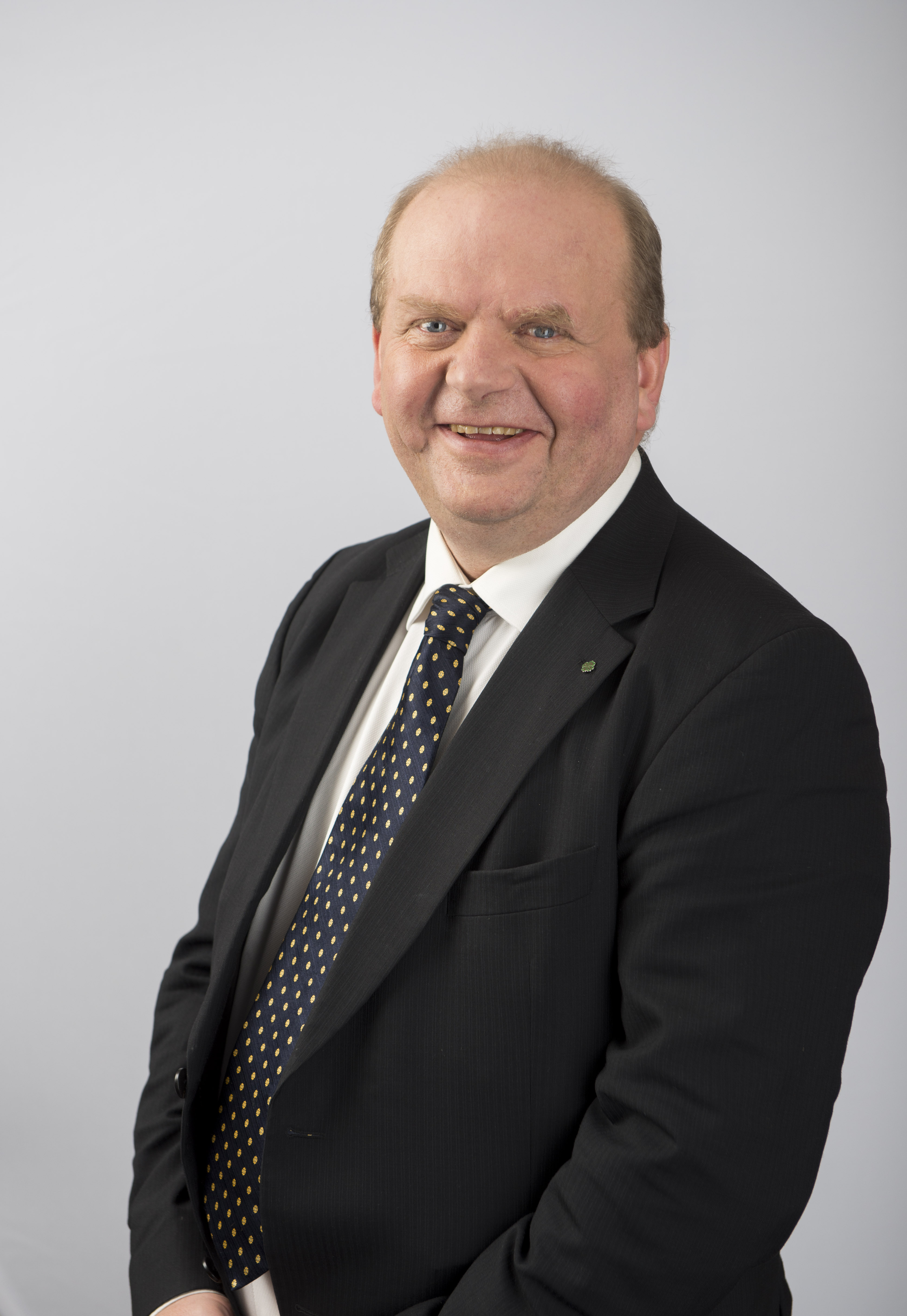
Eskil Erlandsson (2012)

Lars Eskil Anders Erlandsson (* 25. Januar 1957 in Torpa församling, Gemeinde Ljungby, Kronobergs län, Småland) ist ein schwedischer Politiker der Centerpartiet.

## Lebenslauf
Von 1978 bis 1979 machte Eskil Erlandsson die Ausbildung zum Landwirt und 1981 zusätzlich das Examen zum Meisterlandwirt. Zwischen 1989 und 1992 absolvierte er zudem ein Studium an der Universität Växjö.
1977 arbeitete Erlandsson als Land- und Forstarbeiter. 1979 und 1982 war er als Ombudsmann tätig, dazwischen jeweils Landwirt.
Von 1983 war Erlandsson kommunalråd von Ljungby. Er behielt dieses Amt inne, bis zu seiner Wahl in den Schwedischen Reichstag 1994. Im Reichstag war er unter anderem Mitglied des Ausschusses für Steuerrecht, des Umwelt- und Landwirtschaftsausschusses und des Industrieausschusses.
Am 6. Oktober 2006 wurde Erlandsson zum Landwirtschaftsminister in der Regierung Fredrik Reinfeldt ernannt. Sein Titel wurde 2010 geändert und Erlandsson war nun Minister für ländliche Angelegenheiten bis zum Ende der Regierungszeit der Regierung Reinfeldt im Jahr 2014.
Im März 2019 legte er sein Abgeordnetenmandat im Reichstag nieder, nachdem ihm unangemessenes Verhalten gegenüber weiblichen Reichstagsabgeordneten vorgeworfen wurde. Das Tingsrätt Stockholm sprach Erlandsson jedoch im Dezember 2019 vom Vorwurf der sexuellen Belästigung frei.
Eskil Erlandsson ist verheiratet und Vater von einem Sohn und einer Tochter.